# Chuck Cooper
Charles Henry Cooper (Pittsburgh, 29 de setembro de 1926 - 5 de fevereiro de 1984) foi um jogador de basquetebol da NBA, considerado por muitos um dos maiores jogadores da história do Boston Celtics.
Chuck Cooper, como era conhecido, ficou famoso ao ser o primeiro negro a jogar em uma equipe da National Basketball Association.

## Biografia
Chuck Cooper cresceu em Pittsburgh e após se formar na Westinghouse High School em 1944, decidiu deixar a cidade e se matricular na Universidade Estadual da Virgínia Ocidental, que na época atraía muitos negros urbanos. Em plena Segunda Guerra Mundial, ele foi convocado pela Marinha durante seu primeiro semestre na faculdade.
Após o fim da guerra, Cooper retornou a Pittsburgh para continuar seus estudos. A Universidade Duquesne, que havia encerrado seu programa de basquete dois anos antes, reinstalou o programa para coincidir com o retorno de Cooper à faculdade. Em 1947, a Universidade do Tennessee se recusou a jogar contra a Universidade Duquesne, a menos que Duquesne concordasse em não utilizar Cooper, então um pivô de 20 anos. Duquesne não concordou, e o jogo foi cancelado.
Durante os quatro anos de Cooper como membro da Duke, o time acumulou um recorde de 78-19 e participou de duas viagens ao Torneio Nacional de Convites (NIT). Cooper teve uma média de 10,5 pontos por jogo e foi nomeado All-American em seu último ano. Foi o primeiro afro-americano a jogar em uma partida de basquete universitário ao sul da linha Mason-Dixon.
Cooper se juntou brevemente ao Harlem Globetrotters após se formar e, logo depois, foi o primeiro afro-americano a ser convocado por um time da NBA, o Boston Celtics, por seu proprietário, Walter Brown, e do treinador Red Auerbach. A barreira racial da NBA foi quebrada na temporada de 1950 por Cooper, Earl Lloyd e Nat “Sweetwater” Clifton. Cooper teve médias de 9,5 pontos e 8,5 rebotes em 66 jogos durante seu ano de estreia. Jogou quatro anos pelo Boston, antes de passagens de um ano pelo Milwaukee/St. Louis Hawks e pelo Fort Wayne Pistons.
Mais tarde, Cooper obteve um mestrado em Serviço Social pela Universidade de Minnesota, atuou no conselho escolar de Pittsburgh e tornou-se o primeiro chefe de departamento negro da cidade como diretor de parques e recreação. Chuck Cooper também trabalhou como supervisor do programa de ação afirmativa do Banco Nacional de Pittsburgh antes de falecer em 1984.
Foi casado com Irva, e teve quatro filhos. Chuck Cooper morreu de câncer no fígado no Forbes Hospice.
Cooper foi introduzido no Naismith Memorial Basketball Hall of Fame em 9 de setembro de 2019.

## Estatísticas
O jogador possuía uma média de 6,66 pontos, 5,9 rebotes e 1,79 assistências por jogo.

## Equipes
- Boston Celtics (1950-1954)
- Milwaukee Hawks (1954-1955)
- Fort Wayne Pistons (1955-1956)